# NGC 1536
NGC 1536 é uma galáxia espiral barrada (SBc) localizada na direcção da constelação de Reticulum. Possui uma declinação de -56° 28' 57" e uma ascensão recta de 4 horas, 11 minutos e 00,2 segundos.
A galáxia NGC 1536 foi descoberta em 4 de Dezembro de 1834 por John Herschel.